# Quindia (região)
Quindia (Kindia) é uma região da Guiné. Sua capital é a cidade de Quindia. Possui 28 873 quilômetros quadrados e segundo censo de 2014, havia 1 561 374 pessoas.